# Komplex függvények színkörös ábrázolása

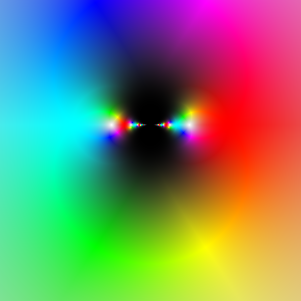
A függvény színkörös ábrázolása (az 1. definíció szerint). A két fekete, 8-as alakú rész a közelében megfigyelhető nagy abszolút értékű komplex számokra utal. A függvénynek a -ban lényeges szingularitása van.

A matematikában komplex függvényen olyan hozzárendelést értünk, amelynek értelmezési tartománya és képhalmaza is a komplex számok halmazának részhalmaza. A komplex színkörös ábrázolás a Gauss-féle számsík minden pontjához egyértelműen rendel hozzá egy színt. A hozzárendelés többféle lehet, de rendszerint a következő kettő valamelyike:
- az origónak a fehér, az 1-nek a piros, a −1-nek a világoskék, a végtelen távoli pontnak pedig a fekete színek felelnek meg, vagy
- az origónak a fekete, az 1-nek a piros, a −1-nek a világoskék, a végtelen távoli pontnak pedig a fehér színek felelnek meg.

Mindkét hozzárendelésnél a komplex egységkörön a szivárvány színeinek megfelelő, harsány árnyalatú színek következnek folytonos átmenetben, így a komplex 6. egységgyökök (a 0.-tól, vagyis az 1-től számítva): piros, sárga, zöld, világoskék, sötétkék, ibolya. A hozzárendelésekben közös továbbá, hogy két „közeli” komplex számhoz tartozó színek árnyalatban is közeliek, valamint hogy azonos argumentumú komplex számok ugyanannak a színnek az árnyalatai – a nagyobb abszolút értékű (az 1. definíció szerint) sötétebb vagy (a 2. definíció szerint) világosabb.

## Történet
A színkörös ábrázolást elsőként vélhetően Larry Crone használta nyilvános publikációban először 1987-ben.